# Бойкотт, Чарльз
Капитан Чарльз Каннингем Бо́йкотт (англ. Charles Cunningham Boycott; 12 марта 1832, графство Норфолк — 19 июня 1897, графство Саффолк) — британский управляющий в Ирландии. Отказ местных жителей обрабатывать его землю (в рамках кампании защиты прав трудящихся 1880 года) привёл к появлению в английском языке глагола англ. to boycott. Русский язык заимствовал из английского слова бойкотировать и бойкот.

## Биография
Чарльз Бойкотт родился в 1832 году в Норфолке. В Ирландии Чарльз Бойкотт работал управляющим у лорда Эрна, землевладельца в графстве Мейо. В 1880 году, в рамках борьбы за справедливую арендную плату, право оставаться на земле и право свободной купли земли (англ. fair rent, fixity of tenure and free sale), Земельная Лига Ирландии отозвала местных работников, необходимых для сбора урожая в имении лорда Эрна. Когда Бойкотт начал бороться против этой забастовки, Лига начала кампанию по изоляции Бойкотта в местном обществе. Соседи перестали с ним разговаривать, магазины отказывались обслуживать его, а прихожане в церкви не садились рядом и не разговаривали с ним.
Кампания против Бойкотта приобрела резонанс в британской прессе, центральные газеты присылали корреспондентов в Западную Ирландию. Поскольку в Лондоне происходящие события расценили как притеснение служащего пэра, правительство приложило значительные усилия в борьбе с протестующими, в Ирландию была отряжена кавалерия — 19-й гусарский полк британской армии и 1000 ирландских королевских констеблей охраняли 50 членов Оранжевого союза из графства Каван, которые прибыли для сбора урожая. В целом правительство затратило около £3500 для сбора урожая, который, по оценке Бойкотта, стоил приблизительно вдесятеро меньше. 27 ноября 1880 дошло до того, что никто не соглашался садиться за вожжи экипажа, в котором Бойкотта собирались перевозить в сопровождении гусар, тогда британские военные власти прислали армейскую санитарную карету и военного кучера. При этом, угрозы от возмущённых ирландцев сыпались не самому Бойкотту и лицам из его окружения, а так или иначе сотрудничавшим с ним другим ирландцам.
Бойкотт покинул Ирландию 1 декабря того же года. Его имя, однако, вошло в большинство языков мира, а на основе истории Чарльза Бойкотта в 1947 году был снят фильм «Капитан Бойкотт»[en] (где заглавную роль сыграл Сесил Паркер).
Бойкотирование стало стандартным методом мирного сопротивления и политического протеста, которым часто пользуются протестующие в разных странах мира.